# Tylosema fassoglense
Espèce
Tylosema fassoglense est une espèce de plantes à fleurs dicotylédones de la famille des Fabaceae, sous-famille des Caesalpinioideae, originaire d'Afrique australe et orientale.

## Description
C'est une plante herbacée ou ligneuse, vivace grâce à leurs racines tubérisées, au port rampant ou grimpant, dont les tiges peuvent atteindre six mètres de long.
Les graines, comestibles, très riches en protéines et matières grasses, sont parfois récoltés dans la nature.
Les tubercules, très gros, peuvent être transformés en farine et préparés sous forme de bouillie.

## Synonymes
Selon BioLib (4 janvier 2019) :
- Bauhinia fassoglensis Kotschy ex Schweinf. (préféré par BioLib)
- Bauhinia fassoglensis Kotschy ex Schweinf.[3]
- Bauhinia kirkii Oliv.[3]
- Tylosema fassoglense (Schweinf.) Torre & Hillc.